# فاليري مارس
فاليري آن مارس (بالإنجليزية: Valerie Anne Mars)‏ (من مواليد 20 يناير 1959) هي مليارديرة أمريكية بالوراثة وسيدة أعمال. قدّرت مجلة فوربس في مارس 2018 ثروتها بـ 5.9 مليار دولار. صُنِّفَت في المرتبة الـ 30 كأغنى امرأة في العالم - وهو منصب تشترك فيه مع أخواتها الثلاث.
فاليري مارس هو أحد أعضاء الجيل الرابع لعائلة مارس. والدها هو فورست مارس جونيور (من مواليد عام 1931- المُتوفى في عام 2016). مارس لديها ثلاث شقيقات: ماركي مارس، وباميلا مارس-رايت وفيكتوريا مارس. ورثت فايري نحو 8% من أسهم شركة مارس في عام 2016، مما جعلها مليارديرة. بلغت قيمة أسهم فاليري وفقًا لمجلة فوربس 5.9 مليار دولار أمريكي في مارس 2018.

## حياتها التعليمية
تخرجت فاليري مارس من من جامعة ييل وحصلت على ماجستير في إدارة الأعمال من جامعة كولومبيا. تزوجت فاليري وأنجبت طفلان.

## حياتها المهنية
تشغل فاليري منصب نائب الرئيس الأول ورئيس قسم التطوير في شركة مارس، حيث تعمل منذ عام 2014 كعضو مجلس إدارة فيات كرايسلر للسيارات. كما تعمل أيضًا كعضو مجلس إدارة لشركة أهلستورم مونجكسو، وهي شركة مساهمة فنلندية في صناعة الورق. وعضو في المجلس الاستشاري لرابوبانك بأمريكا الشمالية. تشمل مشاركتها في المنظمات غير الربحية عضوية مجلس إدارة منظمة الحفظ الدولية (منظمة لحماية الطبيعة) ومعهد الفضاء المفتوح ( معهد لحماية المناظر الطبيعية، منصب الوصي الشرفي).